# Hilarion (biskup koptyjski)
Hilarion – duchowny Koptyjskiego Kościoła Ortodoksyjnego, od 2015 biskup Madinat Nasr.

## Życiorys
W 1992 złożył śluby zakonne w monasterze św. Menasa. Sakrę biskupią otrzymał 24 maja 2015.